# Monika Felten
Monika Felten (* 1. Februar 1965 in Preetz, Schleswig-Holstein) ist eine deutsche Jugendbuch- und Fantasy-Autorin. Sie gilt als eine der erfolgreichsten deutschen Fantasyautorinnen.

## Leben
Felten erlernte nach Erlangen der Mittleren Reife und einem Jahr an einer Hauswirtschaftsschule in Kiel den Beruf der Technischen Zeichnerin, den sie bis zur Geburt ihres ersten Sohnes 1992 ausübte. Schwerpunkt ihrer Arbeit waren die klassischen Konstruktionszeichnungen, aber auch Perspektivzeichnungen für Dokumentationsunterlagen am Zeichenbrett oder mit der CAD-Anlage. Eine Restrukturierungsmaßnahme der Firma im Jahre 1994 führte noch während des dreijährigen Erziehungsurlaubs zum Verlust des Arbeitsplatzes.
Sie schrieb schon in der vierten und fünften Klasse Geschichten über Elfen, die sie mit Oblaten bebildert. Felten gab das Schreiben und den Wunsch, Schriftstellerin zu werden, aber in der 7. Klasse auf, da man ihr fälschlicherweise mitteilte, dass ein Studium in Germanistik oder Journalismus notwendig sei, um diesen Beruf zu ergreifen.
Seit ihrem 15. Lebensjahr las sie leidenschaftlich Fantasy und begann 1998, zwei Jahre nach der Geburt des zweiten Sohnes Nico, ihr erstes Buch Elfenfeuer zu schreiben. Innerhalb eines Jahres entstanden die ersten 100 Seiten des Romans. 17 Verlage erhielten eine Leseprobe. Nach nur sechs Wochen meldete der Stuttgarter Weitbrecht Verlag Interesse an. Es folgten 18 Monate des Schreibens, in denen Elfenfeuer in Zusammenarbeit mit dem Lektor des Weitbrecht-Verlags Gestalt annahm.

## Berufliche Laufbahn
Im Januar 2001 erschien Elfenfeuer, der 2002 den Deutschen Phantastik Preis als „Bester Deutscher Roman“ erhielt. Ebenfalls 2002 erschien mit Die Macht des Elfenfeuers die Fortsetzung, diesmal jedoch im Münchener Piper Verlag, der das Fantasyprogramm von Weitbrecht mittlerweile übernommen hatte. Auch Die Macht des Elfenfeuers wurde 2003 als „Bester Roman National 2003“ mit dem Deutschen Phantastik Preis ausgezeichnet. Im April 2004 kam mit Die Hüterin des Elfenfeuers der dritte und letzte Teil der Saga von Thale in den Handel.
Von Oktober 2004 bis Oktober 2006 erschienen mit Die Nebelsängerin, Die Feuerpriesterin und Die Schattenweberin drei weitere Bücher in der Trilogie um Das Erbe der Runen.
Im Sommer 2002 erschien unter dem Titel Die Suche nach Shadow der erste Teil der Jugendbuchserie Geheimnisvolle Reiterin, eine Mischung aus klassischem Pferdebuch und Fantasyelementen. Bis zum Frühjahr 2006 erschienen vier weitere Bände.
Im Sommer 2006 wechselte die Autorin zum Stuttgarter Thienemann Verlag.
2007 erschienen dort die ersten beiden Bände einer neuen Pferde-Fantasy Buchreihe unter dem Titel Ascalon, das magische Pferd.

## Ehrungen und Auszeichnungen
- 2002 Deutscher Phantastik Preis für Elfenfeuer
- 2003 Deutscher Phantastik Preis für Die Macht des Elfenfeuers

## Werke

### Fantasy-Romane
Die Saga von Thale
- Elfenfeuer – Die Saga von Thale 1
  - HC Weitbrecht Verlag (Januar 2001) ISBN 3-522-71605-1
  - TB Piper Verlag ISBN 3-492-26501-4
  - Auch als Weltbild Sonderausgabe
    - Der Roman wurde 2002 als bester Roman national mit dem „Deutschen Phantastik Preis“ ausgezeichnet.
- Die Macht des Elfenfeuers – Die Saga von Thale 2
  - HC Piper Verlag (Oktober 2002) ISBN 3-492-70007-1
  - TB Piper Verlag ISBN 3-492-26530-8
    - Der Roman wurde 2003 als bester Roman national mit dem Deutschen Phantastik Preis ausgezeichnet.
- Die Hüterin des Elfenfeuers – Die Saga von Thale 3
  - HC Piper Verlag (April 2004) ISBN 3-492-70033-0
  - TB Piper Verlag ISBN 3-492-26574-X
- Die Nebelelfen – Die Saga von Thale 4
  - HC Piper Verlag (September 2009) ISBN 978-3-492-70151-8

Das Erbe der Runen
- Die Nebelsängerin – Das Erbe der Runen 1
  - HC Piper Verlag (Oktober 2004) ISBN 3-492-70065-9
  - TB Piper Verlag (März 2006) ISBN 3-492-26613-4
    - Auch als überarbeitete Jugendbuchausgabe bei cbj (Januar 2007) ISBN 3-570-30359-4
- Die Feuerpriesterin – Das Erbe der Runen 2
  - HC Piper Verlag (Oktober 2005) ISBN 3-492-70066-7
  - TB Piper Verlag (Dezember 2006) ISBN 3-492-26630-4
    - Auch als überarbeitete Jugendbuchausgabe bei cbj (Januar 2008) ISBN 3-570-30395-0
- Die Schattenweberin – Das Erbe der Runen 3
  - HC Piper Verlag (September 2006) ISBN 3-492-70067-5
  - TB Piper Verlag (September 2007) ISBN 3-492-26647-9
    - Jugendbuchausgabe bei cbj in 2009

Die Königin der Schwerter
- Paperback Piper Verlag (September 2007) ISBN 3-492-70148-5

Das Vermächtnis der Feuerelfen
- cbj Verlag (April 2009) ISBN 978-3-570-13581-5

### Jugendbücher
Geheimnisvolle Reiterin (ab 11 Jahre)
- Die Suche nach Shadow – Geheimnisvolle Reiterin 1
  - HC Ensslin im Arena Verlag (Juli 2002) ISBN 3-401-45095-6
  - TB Arena Verlag (August 2006) ISBN 3-401-02932-0
    - Auch als Hörbuch ISBN 3-86667-575-5
- Shadow in Gefahr – Geheimnisvolle Reiterin 2
  - HC Ensslin im Arena Verlag (August 2003) ISBN 3-401-45108-1
  - TB Arena Verlag (Januar 2007) ISBN 3-401-02933-9
    - Auch als Hörbuch ISBN 3-86667-574-7
- Gefangen im Elfenreich – Geheimnisvolle Reiterin 3
  - HC Ensslin im Arena Verlag (Juni 2004) ISBN 3-401-45129-4
  - TB Arena Verlag (Juni 2007) ISBN 3-401-02934-7
    - Auch als Hörbuch ISBN 3-86667-573-9
- Rätsel um White Lady - - Geheimnisvolle Reiterin 4
  - HC Ensslin im Arena Verlag (März 2005) ISBN 3-401-45135-9
  - TB Arena Verlag (2008)
    - Auch als Hörbuch ISBN 3-86667-572-0
- Die Rückkehr der Mondpriesterin – Geheimnisvolle Reiterin
  - HC Ensslin im Arena Verlag (Februar 2006) ISBN 3-401-45231-2
  - TB Arena Verlag (2008)
    - Auch als Hörbuch ISBN 3-86667-571-2

Ascalon das magische Pferd (ab 10 Jahre)
- Die Wächter des Schicksals – Ascalon das magische Pferd 1
  - HC Thienemann Verlag (Januar 2007) ISBN 3-522-17875-0
- Das Geheimnis der Maya – Ascalon das magische Pferd 2
  - HC Thienemann Verlag (Juli 2007) ISBN 3-522-17876-9
- Der Schlüssel von Avalon – Ascalon das magische Pferd 3
  - HC Thienemann Verlag (2009) ISBN 978-3-522-18046-7
- Der Schatz des Dschingis Khan – Ascalon das magische Pferd 4
  - Planet Girl (2010) ISBN 978-3-522-50172-9